# Dóra María Lárusdóttir
Dóra María Lárusdóttir (ur. 24 lipca 1985) – islandzka piłkarka, ofensywny pomocnik, od 2001 roku gra w Valur Reykjavík. 
Dóra obecnie gra w reprezentacji Islandii. Wcześniej reprezentowała swój kraj w kategoriach juniorskich - U-17, U-19 i U-21.